# Louis Loup Étienne Martin Bougault
Pour les articles homonymes, voir Bougault.
Louis Loup Étienne Martin Bougault  (10 novembre 1768 - Villeneuve-la-Guyard ✝ 17 février 1826 - Grenoble) était un militaire français des XVIIIe et XIXe siècles.

## Biographie
Fils de Louis Loup Bougaut et Agathe Marguerite Michel, petit-fils de François Loup Bougaut, médecin de son altesse le prince Emmanuel du Portugal selon la retranscription de l'acte de mariage de ses parents faite dans les registres de Villeneuve la Guyard le 16 février 1766 (mariage à Paris le 14 janvier 1766).
Volontaire dans le 2e bataillon de l'Yonne le 15 août 1791, et capitaine dans la 16e demi-brigade de deuxième formation le 22 septembre suivant, il fit les campagnes de 1792 à l'an II à l'armée du Nord, et celles de l'an III à l'an V à l'armée de Sambre-et-Meuse.
Aux affaires qui eurent lieu à Dingermunster, près de Courtrai, il fut blessé d'un coup de feu à la cuisse gauche le 22 floréal an II, et reçut un autre coup de feu, le lendemain 23, en poursuivant l'ennemi. Au passage du Rhin, effectué par les Autrichien dans la nuit du  29 vendémiaire au 30 vendémiaire an V, n'ayant avec lui qu'un faible détachement, il força l'ennemi à se rembarquer après avoir perdu plusieurs hommes mis hors de combat et 49 prisonniers. Chef de bataillon dans le même corps le 28 germinal suivant, il sauva deux jours après 3 compagnies d'infanterie, et 3 escadrons du 11e régiment de chasseurs à cheval qui avaient trouvé leurs communications coupées à Lein-sur-la-Lahn.
Passé à l'armée d'Angleterre, il y fit la campagne de l'an VI, et fut envoyé l'année suivante à l'armée du Rhin. Il prit une part active aux opérations de la guerre pendant les ans VII, VIII et IX, et se fit remarquer le 13 frimaire an VIII, où, étant en partisan avec 5 compagnies d'infanterie et 50 chasseurs à cheval, il battit complètement un corps ennemi beaucoup plus nombreux et lui fit 47 prisonniers. Le 19 suivant, à la bataille de Biberach, il fit encore 26 prisonniers dont un officier.
Major du 10e régiment d'infanterie de ligne le 30 frimaire an XII, il reçut la décoration de la Légion d'honneur le 4 germinal de la même année, et fit la campagne de l'an XIV à l'armée d'Italie.
Le 1er avril 1807, il passa avec son grade dans le 5e régiment de ligne, et servit en Italie, en 1809, sous les ordres du prince Eugène.
Promu colonel en second le 15 avril 1811, et envoyé à l'armée d'Aragon, il prit le commandement du 116e de ligne le 3 juillet suivant. À la bataille de Sagonte, le 25 octobre de la même année, il enfonça à la tête de 2 bataillons le centre de l'armée ennemie. Le général Harispe, qui commandait la division, le proposa pour la croix d'officier de la Légion d'honneur, et elle lui fut accordée le 11 janvier 1812. Colonel commandant le 7e régiment d'infanterie de ligne le 8 février suivant, il continua à faire la guerre en Aragon jusqu'au mois de février 1814. Il avait eu un cheval tué sous lui à l'affaire du col d'Ordal le 17 septembre 1813.
Le 20 janvier 1814, il fut créé baron de l'Empire, et le 1er mars suivant il entra dans le 9e régiment de voltigeurs de la Garde impériale avec le grade de colonel-major, qui lui avait été conféré le 3 janvier précédent. Il fit à la tête de cette troupe d'élite les derniers mois de la campagne de France (1814), et lorsque, après le retour des Bourbons, la Garde impériale eut été licenciée, il fut placé comme colonel à la suite dans le 38e (ci-devant 40e) de ligne le 16 août 1814. Il y passa titulaire le 18 novembre suivant, reçut la croix de Saint-Louis le 31 janvier 1815, et fit à la tête de son régiment, redevenu 40e après le 20 mars, la campagne des Cent-Jours au 6e corps de l'armée du Nord.
Admis à la retraite le 7 mai 1816, il mourut à Grenoble le 17 février 1826.

## Armoiries
| Figure | Blasonnement |
|        | Armes du baron Bougault et de l'Empire D'azur à deux baïonnettes d'argent passées en sautoir, chargées d'une épée en pale d'or et surmontées chacune d'une étoile du second, au comble d'or chargé d'un lion passant de sable, au canton des Barons militaires de l'Empire brochant. |